# Héctor Tapia
Héctor Santiago Tapia Urdile (Santiago de Chile, 30 de septiembre de 1977), más conocido como Tito Tapia, es un exfutbolista y actual entrenador chileno. Actualmente es Gerente de Fútbol Joven de Colo-Colo. Jugaba como delantero. 
Obtuvo sus pasos más importantes con la camiseta de Colo-Colo, club donde se formó y anotó 72 goles en 139 partidos jugados. Se retiró en Palestino en 2009, dando fin a una carrera con 7 títulos ganados.
Como entrenador empezó en las divisiones inferiores de Colo-Colo en el 2011, para luego en 2012 ser confirmado como el D.T. de la filial del club, el Colo-Colo B. Al año siguiente fue ayudante técnico del primer equipo en el interinato de Hugo González y luego en la dirección técnica de Gustavo Benítez. Tras el despido de este último asume como técnico interino y, tras lograr buenos resultados, es contratado como técnico definitivo, logró ser campeón con el club en el campeonato de primera división 2014, obteniendo la recordada estrella 30 para el club.

## Trayectoria

### Como futbolista

#### En Chile
Llega desde muy pequeño a las divisiones inferiores de Colo-Colo, donde debuta a la temprana edad de 16 años en 1994, poco a poco empieza a hacerse un nombre y a ser nombrado la promesa de gol de Colo-Colo, con la llegada de Gustavo Benítez empieza a sumar bastantes minutos y también a tener una exigente competencia, primero con la llegada de Ivo Basay, y luego se le suma la llegada de Marcelo Pablo Barticciotto al equipo albo, aun así Héctor se las arregla para entrar a jugar y a hacer goles, ya sea desde la banca o desde la oncena titular. Estuvo 4 años en Colo-Colo en su primera etapa, donde ganó tres Torneos y dos Copa Chile, además anota 32 goles en 82 partidos. A pesar de tener un buen y prometedor comienzo, y ser un puntal durante la campaña de 1998, la cual terminó con el cuadro albo coronándose campeón, no logra renovar su contrato, por lo que parte a la Universidad Católica. Y es así como llega al elenco cruzado en 1999 con la intención de sumar más minutos y poder consagrarse como jugador, en 6 meses logra demostrar un buen nivel con Universidad Católica, donde anota 9 goles en 15 partidos (uno de esos goles se lo hizo al club que lo formó, Colo-Colo). Tras esto empieza a llegar interés desde países extranjeros, especialmente desde Europa, y se formaliza una oferta desde el Perugia Calcio de Italia para llevárselo, tanto Universidad Católica como Tito Tapia aceptan y parte hacia Italia. En el Perugia Calcio no obtiene los minutos que deseaba, puesto que no era del gusto del técnico, y solo juega 4 partidos (sin anotar un gol) en un año y medio de estadía, por lo que él mismo decide hacer las gestiones para volver a Chile, y es así como el Perugia Calcio lo envía a préstamo a su primer club, Colo-Colo. Fue presentado a principios del 2001 en Colo-Colo y reencontrándose con antiguos compañeros, como Marcelo Espina, Marcelo Barticciotto, Sebastián González, entre otros. Colo-Colo solamente se tenía que desempeñar en la liga local, y transcurridas las fechas, el equipo que era dirigido por Roberto Hernández se ve sobrepasado y no llega a un buen desempeño en el torneo, terminando en cuarta posición, pero Héctor Tapia a nivel personal empieza a consagrarse como jugador y en los 27 partidos jugados de ese año anotó 24 goles, cifra que le valió para ser distinguido como goleador del torneo.
Colo-Colo arrastraba una crisis económica ya hace unos meses y a principios del 2002 fue declarado en quiebra, situación que complicó la extensión del préstamo de Tapia que se ve en la decisión de abandonar el club para recalar en Palestino. En Palestino en la inauguración de los torneos cortos en Chile juega a un gran nivel en el torneo de Apertura, siendo la principal figura del conjunto árabe, esto hace llamar nuevamente la atención de clubes europeos, y así es como el Lille de Francia lo integra a sus filas.

#### En el extranjero y vuelta a Chile
En el Lille empieza a ver los minutos, pero desde el principio le costó agarrar ritmo ya que llegó a mitad de temporada a la liga francesa. En la siguiente temporada, 2003/04, empieza a jugando desde la oncena titular, pero poco a poco por su bajo aporte en goles empieza a perder la titularidad para empezar a aportar desde el banco de suplentes. El Lille termina 10.º en la tabla de la Ligue 1 francesa y ganan la Copa Intertoto de la UEFA.
Aun así Tapia estaba considerado para la siguiente temporada, pero le llega una oferta desde Brasil, específicamente del Cruzeiro, acepta la oferta y empieza una nueva experiencia esta vez en el país del fútbol.
Llega a mediados de 2004 a defender la camiseta del Cruzeiro en el Brasileirao. En el equipo de Belo Horizonte no comenzó mal, al principio se matriculó con un gol, pero a medida que pasaban las fechas el gol no llegaba y las críticas empezaron a asomar por parte de la prensa local y la hinchada. El equipo no cumplió los objetivos que se planteó a principios de temporada terminando en la 13.ª posición, y debido al escaso aporte de gol de Tapia que anotó 4 goles en los 22 partidos que jugó, Cruzeiro decide rescindir el contrato de Tapia.
Con el pase en su poder, llega a Chile a defender la camiseta de Colo-Colo, club que aún seguía en estado de quiebra y su plantel estaba compuesto de jóvenes de las inferiores como Matías Fernández, Fernando Meneses, Claudio Bravo, Gonzalo Fierro, Miguel Aceval, y algunos antiguos compañeros de Tito como Luis Mena, Miguel Riffo, Braulio Leal, y además su técnico era su excompañero Marcelo Espina.
En el Torneo de Apertura del 2005, Tapia consigue tener un gran torneo anotando goles pero el pésimo rendimiento albo en la fase de play-off hace que finalmente Espina renuncie y de paso a la llegada de Ricardo Dabrowski, quien conseguiría resultados semejantes al del anterior técnico y terminaría por irse. Pero a nivel institucional Colo-Colo firma un acuerdo con la concesionaria Blanco y Negro para que esta se haga cargo de las deudas y también de la administración del club, así poder salir del estado de quiebra. Tapia cumple un buen 2005, anota 16 goles en 30 partidos jugados, pero al no ser del gusto del nuevo técnico albo Claudio Borghi hace que tenga que partir de Colo-Colo. A las semanas después es contratado por Unión Española.
En Unión Española se junta con un excompañero, José Luis Sierra. Unión Española queda eliminado por Colo-Colo en el torneo y Héctor Tapia no consigue destacar en el Torneo de Apertura 2006, ya que no consigue anotar ningún gol, y terminaría por irse del cuadro hispano.

#### Última etapa
Decide probar en el fútbol extranjero nuevamente, esta vez en Suiza, concretamente en el FC Thun. En 6 meses solamente jugó 10 partidos y anotó 2 goles, al no sumar los minutos que él quería, llega a un acuerdo con el club para quedar libre y ficha por un exclub, Palestino, con el conjunto árabe juega la mayoría de los partidos del Torneo de Apertura del 2007, consigue anotar 8 goles y destaca en el club, debido a esto, otro exclub, Universidad Católica, lo contrata para suplir la ausencia de gol dejada por Roberto Gutiérrez debido a un corte de ligamentos. En su primer año fue titular frecuente de la Universidad Católica, tanto así que recibe una oferta a mediados de 2008 desde Bélgica, específicamente desde el Royal Excelsior Mouscron, pero Tapia rechaza esa oferta y se queda en el conjunto cruzado. En los 6 meses siguientes prácticamente no ve los minutos y decide retirarse, pone fin a su contrato en Universidad Católica (donde en su año y medio marcó 14 goles), y decide dedicarse a su curso de entrenador. 
A principios de 2009, su exclub Palestino lo convence de seguir en el profesionalismo y lo contrata por un año, en ese año disputó casi todos los partidos con Palestino, anotando 8 goles y siendo parte de la salvación a Palestino del descenso a Primera B en la liguilla frente a San Marcos de Arica, con este último acontecimiento termina su contrato y pese a las intenciones de la dirigencia de contar con Tapia para el 2010, pone fin a su carrera futbolística con tan solo 32 años.

### Como entrenador

#### Colo-Colo
Como técnico, llega a Colo-Colo en 2011 de la mano de un proyecto en las divisiones inferiores siendo asignado técnico de estas. En 2012 es asignado para trabajar paulatinamente dirigiendo partidos de inferiores y también para dirigir el equipo filial de Colo-Colo, el Colo-Colo B, incluso ese año debido a una sanción del técnico del primer equipo Omar Labruna, es asignado para dirigir un partido de Copa Chile contra O'Higgins conjuntamente con José Luis Villarreal (ayudante técnico de Omar Labruna), el partido acabaría en una estrepitosa derrota de 1-5. Luego del despido de Gustavo Benítez de la banca alba, Tapia sume interinamente a 7 fechas del final del Torneo de Apertura de 2013, con un estilo conservador y poco vistoso logra ganar 4 partidos, entre ellos al archirrival Universidad de Chile y el que sería a la postre el campeón, O'Higgins.
El equipo albo terminaría en la 8.ª posición del Apertura 2013, terminando su participación en una victoria en el Estadio Monumental ante Ñublense. El nivel del juego demostrado en los partidos que Tapia dirigió hizo encantar al hincha colocolino que poco a poco empezó a hacer sentir su deseo de que Tapia fuera el nuevo técnico albo, teniendo en cuenta el nivel de juego y la petición de la gente colocolina, la dirigencia alba contrata a Tapia como técnico definitivo del primer equipo.
Se venía el Clausura 2014 y para este torneo cada equipo podía contratar como máximo a 4 jugadores. Tapia con su ayudante técnico Miguel Riffo comienzan a trabajar en los próximos 4 nombres que conformarían el plantel de Colo-Colo, luego de peticiones y exigencias por parte de Tapia y Riffo hacia la dirigencia, Colo-Colo contrata a Julio Barroso (pilar defensivo de O'Higgins, reciente campeón chileno), Jaime "Pajarito" Valdés (jugador chileno que llevaba 14 temporadas jugando en la Serie A de Italia) y a Esteban Paredes (último ídolo colocolino hasta ese entonces). Con estos tres nombres sumados a los que ya estaban, a dos fechas del final del Torneo, Colo-Colo se consagra campeón del Torneo de Clausura, sumando su título número 30, el cual venían buscando ya hace 4 años y medio. Con esto Tapia se une al selecto grupo de campeones como jugador y luego como entrenador.
En la Fecha 1 sin Paredes, Barroso y Valdés los albos vencieron ajustadamente de local 2-1 a Audax Italiano con goles de Fierro y Flores, por la tercera fecha igualaron de local 1-1 ante Deportes Antofagasta en el retorno de Paredes. Por la 5° Fecha el Colo-Colo de Tapia tendría su primer gran partido, goleando 5-3 a Huachipato en el Estadio Monumental con triplete de Esteban Paredes y 1 gol de Emiliano Vecchio y Mauro Olivi así lograrían 13 puntos de 15 posibles y se convirtieron en líderes del Clausura. El 9 de marzo, los albos se acercaron más a la estrella 30, goleando 5-1 a Unión La Calera en Coquimbo por la décima fecha. En la fecha 13, sufrieron su primer traspié por el Clausura 2014 ante Universidad de Concepción en el Estadio Monumental, los albos perdieron por 1-2 y además expulsaron a su figura Esteban Paredes, quién se perdería el Superclásico. En el Superclásico lograron una sufrida victoria de visita por 1-0 sobre Universidad de Chile con autogol de Roberto Cereceda y así quedaron a un solo paso de una nueva estrella. Finalmente, el 13 de abril, por la Fecha 15, los albos vencieron por la cuenta mínima a Santiago Wanderers en el Estadio Monumental con solitario gol de Felipe Flores y así lograron bajar su tan ansiada estrella 30 luego de 4 años y medio de espera coronándose campeón del fútbol chileno a 2 fechas del final.
En las 17 fechas del campeonato, los albos ganaron 13 partidos, empataron 3 y perdieron solo 1, con 45 goles a favor y 20 en contra con un 83.2% de rendimiento.
Por el Torneo Apertura 2014 los albos terminaron en el tercer lugar tras caer 2-0 con Santiago Wanderers en Valparaíso por la última fecha, su archirrival la Universidad de Chile (con quienes estaban peleando el título) vencieron por la cuenta mínima a Unión La Calera y se consagraron campeones.
Para el primer semestre de 2015 los albos tendrían doble competencia: El Torneo Nacional (Clausura 2015) y la Copa Libertadores de América. Los refuerzos permitidos serían solo 3, por lo que Tapia fichó un defensa, un volante y un delantero, serían Leonardo Cáceres (Cedido desde el (Nacional de Paraguay), Luis Pedro Figueroa (Proveniente de O'Higgins) y el ídolo albo Humberto "Chupete" Suazo (Proveniente desde el Monterrey de México).
El debut en el semestre fue ante San Marcos de Arica en el Monumental por la primera fecha del Clausura 2015, donde los albos cayeron por la cuenta mínima y además Suazo perdió un penal. Recién en la cuarta fecha, ganaron su primer partido, tras vencer en calidad de visita a O'Higgins por 2-0 con goles de Esteban Pavez y Jean Beausejour, el 18 de febrero, los albos regresaron a la Copa Libertadores después de 4 años y en un durísimo grupo debutaron ante Atlético Mineiro de local, los albos ganaron ganar 2-0 con goles Esteban Paredes y Felipe Flores. Por la undécima fecha del torneo local jugaron el superclásico N°177 contra los azules en el Estadio Nacional, y finalmente vencieron por 2-1 a la U con doblete de Paredes, durante su estadía en Colo-Colo, Héctor Tapia ganó todos sus partidos contra la Universidad de Chile. En la fecha 13 jugaron un duelo clave contra el sorprendente Cobresal (sublíder del campeonato) de Dalcio Giovagnoli, los albos llegaban como líderes al partido, y sorprendentemente por 2-1 tras un grueso error de Claudio Maldonado, esto generó críticas hacia el jugador y sobre todo a Tapia por no alinear a Claudio Baeza y poner a su "amigo" Maldonado. Semanas después jugaron otro duelo clave, esta vez por la quinta fecha de la Copa Libertadores 2015 contra Independiente Santa Fe y complicaron su clasificación al caer 0-3 de local.
El 18 de abril jugaron una verdadera final por el Clausura 2015, enfrentaron de local a la Universidad Católica y nuevamente fueron vapuleados cayendo por 3-0, así quedaron a 4 puntos de Cobresal quedando 6 en disputa. En la última fecha del Grupo 1 de la Copa Libertadores 2015 cayeron 2-0 contra Atlético Mineiro en el Estadio Mineirão y así quedaron fuera de los octavos de final de la Copa una vez más, por la penúltima fecha del Clausura golearon 4-0 a su clásico rival Cobreloa en Calama contra triplete de Felipe Flores y uno Esteban Paredes (que llegó a 100 goles con la camiseta de Colo-Colo), aunque de nada les sirvió ya que Cobresal venció por 3-2 a Barnechea y se consagró campeón del fútbol chileno por primera vez en su historia. Así los albos decepcionaron tanto en la Copa Libertadores quedando en fase de grupos, y por el Clausura 2015 quedaron en segundo lugar no logrando el objetivo de ser campeón, y a la vez ninguno de los 2 objetivos del semestre, esto se explica en gran parte a que los refuerzos no dieron el ancho, la edad del plantel entre otros, todo esto causó muchas críticas desde los medios de prensa chilenos hacia Héctor Tapia y también se empezó a especular con su salida.
Finalmente así fue, el 12 de mayo de 2015, la dirigencia de Blanco Y Negro decidió no renovarle el contrato a Tapia. Cerrando así su ciclo con 70 partidos oficiales disputados, obteniendo 46 victorias, 8 empates y 16 derrotas.

#### Everton
Tras estar casi un año sin dirigir, firma el 2 de abril de 2016 por Everton, equipo que se encontraba en la Primera B, disputando las últimas tres fechas de la Segunda Rueda del torneo Primera B de Chile 2015-16. Logra el ascenso a Primera tras vencer en la llave final de liguilla a Deportes Puerto Montt por un marcador global de 3-2. Pero tras las 6 primeras fechas sin triunfos en el Torneo Apertura 2016, el Club anuncia su salida el 12 de septiembre de 2016.
En su breve paso por Everton, alcanzó a dirigir trece partidos; cosechando cuatro triunfos, tres empates y seis derrotas.

#### Segunda etapa en Colo-Colo
El 24 de abril de 2018 fue presentado como el nuevo director técnico de Colo-Colo tras la renuncia de Pablo Guede. Esto marca el segundo período de Tapia en Colo-Colo, tras haber sido técnico de los albos en el intervalo 2013 - 2015.
Tito comenzaría su segunda etapa con un tímido empate 0-0 ante Curicó Unido por el Torneo Nacional 2018. Su segundo duelo sería una victoria en Copa Libertadores ante Delfín por 2-1 de visita en Manta, que reviviría al cacique de una temprana eliminación tras la mala campaña que llevaban por la copa donde apenas tenían un punto en tres partidos. Con la victoria el cacique sigue con vida en la competición. Por el campeonato nacional posterior vencerían por 3-1 a Everton, y empataría 0-0 ante Deportes Iquique por la fecha 13 del Torneo Nacional 2018.
Finalmente Héctor cerraría la primera mitad del año clasificando a Colo-Colo a octavos de final de la Libertadores tras 11 años de fracasos, luego del empate sin goles que obtuvo en Colombia ante Atlético Nacional. Clasificando a Colo-Colo segundo del grupo con 8 ptos, obteniendo 5 ptos de los 9 que disputó con el club desde que lo tomo.
Posteriormente en los octavos de final de la Libertadores enfrentarían al Corinthians de Brasil. En el duelo de ida jugado en Santiago vencerían 1-0 al Timao con gol de Carlos Carmona. Ya en la vuelta jugada en Brasil perderían 1-2, pero el gol de Lucas Barrios le daría la clasificación a los cuartos de final tras 21 años sin llegar a esta instancia. En cuartos de final el rival sería Palmeiras, quien vencería a Colo-Colo por 2-0 en ambos partidos, eliminándolo así de la Copa Libertadores.
El 26 de noviembre, faltando una fecha para finalizar el campeonato, el directorio de Blanco y Negro decidió no renovarle el contrato para el siguiente torneo.

#### Real Garcilaso
El 17 de diciembre del 2018 es oficializado como nuevo dt de Real Garcilaso de Perú por todo el 2019 para afrontar el Campeonato Descentralizado y la Copa Libertadores.
El 10 de diciembre de 2020, Club de Deportes Antofagasta anunció a Héctor Tapia como nuevo director técnico para su cierre de campaña de ese año, logró clasificar al club a copa sudamericana por segunda vez en su historia. A fin de temporada, su contrato no fue renovado.
El 24 de febrero de 2021, fue anunciado como nuevo director técnico de Coquimbo Unido, con la misión de regresar al equipo pirata a Primera División, logró salir campeón de la categoría con una campaña donde solo perdió 3 partidos y una participación histórica para el club en copa Chile, donde llegó a la semifinal del torneo.

## Selección nacional
Alcanzó el tercer lugar mundial con la Selección de fútbol de Chile en la Copa Mundial de Fútbol Sub-17 de Japón en 1993. Ahí fue una de las principales estrellas del equipo chileno, junto a Manuel Neira, Sebastián Rozental, Dante Poli, Frank Lobos, Ariel Salas, Patricio Galaz, Alejandro Osorio, entre otros.
Siete años más tarde, en calidad de seleccionado Sub-23, integró el plantel chileno que obtuvo medalla de bronce en los Juegos Olímpicos de Sídney 2000. En esta ocasión compartió camarín con figuras como Iván Zamorano, Nelson Tapia, Pedro Reyes, David Pizarro, Claudio Maldonado, Rodrigo Tello, Pablo Contreras, Reinaldo Navia o Milovan Mirosevic.
También tuvo participaciones en la selección adulta, donde participó en el inicio de la clasificación al Mundial de Alemania 2006.

### Participaciones en Copas del Mundo Juveniles
| Mundial                | Sede  | Resultado     |
| ---------------------- | ----- | ------------- |
| Mundial Sub-17 de 1993 | Japón | Tercer lugar  |
| Mundial Sub-20 de 1995 | Catar | Primera ronda |

### Participaciones en Juegos Olímpicos
| Torneo                   | Sede      | Resultado         |
| ------------------------ | --------- | ----------------- |
| Olímpicos de Sídney 2000 | Australia | Medalla de Bronce |

#### Participaciones en Clasificatorias a Copas del Mundo
| Eliminatorias                    | País                  | Resultado           | Posición            | PJ | G |
| -------------------------------- | --------------------- | ------------------- | ------------------- | -- | - |
| Eliminatorias Corea y Japón 2002 | Corea del Sur y Japón | Eliminado           | 10.º                | 5  | 1 |
| Eliminatorias Alemania 2006      | Alemania              | Eliminado           | 7.º                 | 2  | 0 |
| Total de su carrera              | Total de su carrera   | Total de su carrera | Total de su carrera | 7  | 1 |

### Partidos internacionales
| Partidos internacionales | Partidos internacionales | Partidos internacionales                                  | Partidos internacionales | Partidos internacionales | Partidos internacionales | Partidos internacionales | Partidos internacionales | Partidos internacionales | Partidos internacionales         |
| N.º                      | Fecha                    | Estadio                                                   | Local                    | Resultado                | Visitante                | Goles                    | Asistencias              | DT                       | Competición                      |
| ------------------------ | ------------------------ | --------------------------------------------------------- | ------------------------ | ------------------------ | ------------------------ | ------------------------ | ------------------------ | ------------------------ | -------------------------------- |
| 1                        | 22 de abril de 1998      | Estadio Nacional, Santiago, Chile                         | Chile                    | 2-2                      | Colombia                 |                          |                          | Nelson Acosta            | Amistoso                         |
| 2                        | 22 de abril de 1998      | Estadio Nacional, Santiago, Chile                         | Chile                    | 1-0                      | Lituania                 |                          |                          | Nelson Acosta            | Amistoso                         |
| 3                        | 22 de marzo de 2000      | Estadio Nacional, Santiago, Chile                         | Chile                    | 5-2                      | Honduras                 | Anotado                  |                          | Nelson Acosta            | Amistoso                         |
| 4                        | 19 de julio de 2000      | Estadio Hernando Siles, La Paz, Bolivia                   | Bolivia                  | 1-0                      | Chile                    |                          |                          | Nelson Acosta            | Clasificatorias Corea-Japón 2002 |
| 5                        | 25 de julio de 2000      | Polideportivo de Pueblo Nuevo, San Cristóbal, Venezuela   | Venezuela                | 0-2                      | Chile                    | Anotado                  |                          | Nelson Acosta            | Clasificatorias Corea-Japón 2002 |
| 6                        | 15 de agosto de 2000     | Estadio Nacional, Santiago, Chile                         | Chile                    | 3-0                      | Brasil                   |                          |                          | Nelson Acosta            | Clasificatorias Corea-Japón 2002 |
| 7                        | 27 de marzo de 2001      | Estadio Nacional de Lima, Lima, Perú                      | Perú                     | 3-1                      | Chile                    |                          |                          | Pedro García             | Clasificatorias Corea-Japón 2002 |
| 8                        | 11 de abril de 2001      | Estadio Tecnológico, Monterrey, México                    | México                   | 1-0                      | Chile                    |                          |                          | Pedro García             | Amistoso                         |
| 9                        | 24 de abril de 2001      | Estadio Nacional, Santiago, Chile                         | Chile                    | 0-1                      | Uruguay                  |                          |                          | Pedro García             | Clasificatorias Corea-Japón 2002 |
| 10                       | 17 de abril de 2002      | Parkstad Limburg Stadion, Kerkrade, Países Bajos          | Turquía                  | 2-0                      | Chile                    |                          |                          | César Vaccia             | Amistoso                         |
| 11                       | 8 de junio de 2003       | Estadio Ricardo Saprissa Aymá, San José, Costa Rica       | Costa Rica               | 2-0                      | Chile                    |                          |                          | Juvenal Olmos            | Amistoso                         |
| 12                       | 11 de junio de 2003      | Estadio Olímpico Metropolitano, San Pedro Sula, Honduras  | Honduras                 | 1-2                      | Chile                    | Anotado                  |                          | Juvenal Olmos            | Amistoso                         |
| 13                       | 6 de septiembre de 2003  | Estadio Antonio Vespucio Liberti, Buenos Aires, Argentina | Argentina                | 2-2                      | Chile                    |                          |                          | Juvenal Olmos            | Clasificatorias Alemania 2006    |
| 14                       | 9 de septiembre de 2003  | Estadio Nacional, Santiago, Chile                         | Chile                    | 2-1                      | Perú                     |                          |                          | Juvenal Olmos            | Clasificatorias Alemania 2006    |
| Total                    | Total                    | Total                                                     | Presencias               | 14                       | Goles                    | 3                        |                          |                          |                                  |

| Selección chilena | Selección chilena | Selección chilena |
| Año               | Partidos          | Goles             |
| ----------------- | ----------------- | ----------------- |
| 1998              | 2                 | 0                 |
| 2000              | 4                 | 2                 |
| 2001              | 3                 | 0                 |
| 2002              | 1                 | 0                 |
| 2003              | 4                 | 1                 |
| Total             | 14                | 3                 |

## Clubes

### Como jugador
| Club                         | Div.          | Temporada     | Liga  | Liga  | Copas nacionales | Copas nacionales | Torneos internacionales | Torneos internacionales | Total | Total | Media goleadora |
| Club                         | Div.          | Temporada     | Part. | Goles | Part.            | Goles            | Part.                   | Goles                   | Part. | Goles | Media goleadora |
| ---------------------------- | ------------- | ------------- | ----- | ----- | ---------------- | ---------------- | ----------------------- | ----------------------- | ----- | ----- | --------------- |
| Colo-Colo · Chile            | 1.ª           | 1994          | 18    | 4     | 9                | 1                | —                       | —                       | 27    | 5     | 0.19            |
| Colo-Colo · Chile            | 1.ª           | 1995          | 8     | 2     | 2                | 0                | —                       | —                       | 10    | 2     | 0.20            |
| Colo-Colo · Chile            | 1.ª           | 1996          | 15    | 4     | 11               | 5                | 4                       | 1                       | 30    | 10    | 0.33            |
| Colo-Colo · Chile            | 1.ª           | 1997          | 13    | 6     | —                | —                | 9                       | 4                       | 22    | 10    | 0.45            |
| Colo-Colo · Chile            | 1.ª           | 1998          | 30    | 15    | 3                | 0                | 12                      | 4                       | 45    | 19    | 0.42            |
| Universidad Católica · Chile | 1.ª           | 1999          | 15    | 9     | —                | —                | 8                       | 1                       | 23    | 10    | 0.43            |
| Perugia Calcio · Italia      | 1.ª           | 1999-00       | 4     | 0     | 2                | 0                | 2                       | 0                       | 8     | 0     | 0.00            |
| Perugia Calcio · Italia      | 1.ª           | 2000-01       | 0     | 0     | 1                | 0                | —                       | —                       | 1     | 0     | 0.00            |
| Perugia Calcio · Italia      | Total club    | Total club    | 4     | 0     | 3                | 0                | 2                       | 0                       | 9     | 0     | 0.00            |
| Colo-Colo · Chile            | 1.ª           | 2001          | 27    | 24    | —                | —                | 6                       | 2                       | 33    | 26    | 0.79            |
| Palestino · Chile            | 1.ª           | 2002          | 16    | 7     | —                | —                | —                       | —                       | 16    | 7     | 0.44            |
| Lille OSC Francia            | 1.ª           | 2002-03       | 16    | 3     | 1                | 0                | 3                       | 0                       | 20    | 3     | 0.15            |
| Lille OSC Francia            | 1.ª           | 2003-04       | 21    | 2     | 2                | 0                | —                       | —                       | 23    | 2     | 0.09            |
| Lille OSC Francia            | Total club    | Total club    | 37    | 5     | 3                | 0                | 3                       | 0                       | 43    | 5     | 0.12            |
| Cruzeiro · Brasil            | 1.ª           | 2004          | 22    | 4     | —                | —                | 1                       | 0                       | 23    | 4     | 0.17            |
| Cruzeiro · Brasil            | Total club    | Total club    | 22    | 4     | 0                | 0                | 1                       | 0                       | 23    | 4     | 0.17            |
| Colo-Colo · Chile            | 1.ª           | 2005          | 30    | 16    | —                | —                | 1                       | 0                       | 31    | 16    | 0.52            |
| Colo-Colo · Chile            | Total club    | Total club    | 141   | 71    | 25               | 6                | 32                      | 11                      | 198   | 88    | 0.44            |
| Unión Española · Chile       | 1.ª           | 2006          | 19    | 1     | —                | —                | 5                       | 1                       | 24    | 2     | 0.08            |
| Unión Española · Chile       | Total club    | Total club    | 19    | 1     | 0                | 0                | 5                       | 1                       | 24    | 2     | 0.08            |
| FC Thun · Suiza              | 1.ª           | 2006-07       | 10    | 2     | 2                | 1                | —                       | —                       | 12    | 3     | 0.25            |
| FC Thun · Suiza              | Total club    | Total club    | 10    | 2     | 2                | 1                | 0                       | 0                       | 12    | 3     | 0.25            |
| Palestino · Chile            | 1.ª           | 2007          | 14    | 8     | —                | —                | —                       | —                       | 14    | 8     | 0.57            |
| Universidad Católica · Chile | 1.ª           | 2007          | 21    | 9     | —                | —                | —                       | —                       | 21    | 9     | 0.43            |
| Universidad Católica · Chile | 1.ª           | 2008          | 14    | 6     | —                | —                | 3                       | 0                       | 17    | 6     | 0.35            |
| Universidad Católica · Chile | Total club    | Total club    | 50    | 24    | 0                | 0                | 11                      | 1                       | 61    | 25    | 0.41            |
| Palestino · Chile            | 1.ª           | 2009          | 31    | 8     | —                | —                | —                       | —                       | 31    | 8     | 0.26            |
| Palestino · Chile            | Total club    | Total club    | 61    | 23    | 0                | 0                | 0                       | 0                       | 61    | 23    | 0.38            |
| Total carrera                | Total carrera | Total carrera | 344   | 130   | 33               | 7                | 54                      | 13                      | 431   | 150   | 0.35            |

### Como entrenador
| Equipo                       | Div.             | Temporada        | Liga | Liga | Liga | Liga |    | Copa | Copa | Copa | Copa |   | Internacional | Internacional | Internacional | Internacional |   | Otros | Otros | Otros | Otros |    | Totales     | Totales | Totales | Totales | Totales | Totales | Totales | Totales | Totales |
| Equipo                       | Div.             | Temporada        | PD   | G    | E    | P    | PD | G    | E    | P    | PD   | G | E             | P             | PD            | G             | E | P     | PD    | G     | E     | P  | Rendimiento | GF      | GC      | Dif.    | Ptos.   |         |         |         |         |
| ---------------------------- | ---------------- | ---------------- | ---- | ---- | ---- | ---- | -- | ---- | ---- | ---- | ---- | - | ------------- | ------------- | ------------- | ------------- | - | ----- | ----- | ----- | ----- | -- | ----------- | ------- | ------- | ------- | ------- | ------- | ------- | ------- | ------- |
| Everton · Chile              | 2.ª              | 2015-16          | 3    | 1    | 0    | 2    | -  | -    | -    | -    | -    | - | -             | -             | 2             | 1             | 0 | 1     | 5     | 2     | 0     | 3  | 33.33%      | 5       | 5       | 0       | 6       |         |         |         |         |
| Everton · Chile              | 1.ª              | 2016-A           | 6    | 0    | 3    | 3    | 2  | 2    | 0    | 0    | -    | - | -             | -             | -             | -             | - | -     | 8     | 2     | 3     | 3  | 16.67%      | 13      | 13      | 0       | 9       |         |         |         |         |
| Everton · Chile              | Total            | Total            | 9    | 1    | 3    | 5    | 2  | 2    | 0    | 0    | -    | - | -             | -             | 2             | 1             | 0 | 1     | 13    | 4     | 3     | 6  | 38.46%      | 18      | 18      | 0       | 15      |         |         |         |         |
| Colo-Colo · Chile            | 1.ª              | 2013-A           | 7    | 4    | 1    | 2    | -  | -    | -    | -    | -    | - | -             | -             | -             | -             | - | -     | 7     | 4     | 1     | 2  | 61.9%       | 11      | 10      | +1      | 13      |         |         |         |         |
| Colo-Colo · Chile            | 1.ª              | 2014-C           | 17   | 13   | 3    | 1    | 6  | 3    | 0    | 3    | -    | - | -             | -             | -             | -             | - | -     | 23    | 16    | 3     | 4  | 82.35%      | 52      | 28      | +24     | 51      |         |         |         |         |
| Colo-Colo · Chile            | 1.ª              | 2014-A           | 17   | 13   | 2    | 2    | -  | -    | -    | -    | -    | - | -             | -             | -             | -             | - | -     | 17    | 13    | 2     | 2  | 80.39%      | 34      | 11      | +23     | 41      |         |         |         |         |
| Colo-Colo · Chile            | 1.ª              | 2015-C           | 17   | 10   | 2    | 5    | -  | -    | -    | -    | 6    | 3 | 0             | 3             | -             | -             | - | -     | 23    | 13    | 2     | 8  | 62.74%      | 40      | 30      | +10     | 41      |         |         |         |         |
| Colo-Colo · Chile            | 1.ª              | 2018             | 20   | 6    | 6    | 8    | 2  | 1    | 0    | 1    | 7    | 3 | 1             | 3             | -             | -             | - | -     | 29    | 10    | 7     | 12 | 40%         | 32      | 37      | +5      | 37      |         |         |         |         |
| Colo-Colo · Chile            | Total            | Total            | 78   | 46   | 14   | 18   | 8  | 4    | 0    | 4    | 13   | 6 | 1             | 6             | -             | -             | - | -     | 99    | 56    | 15    | 28 | 61.62%      | 169     | 116     | +53     | 183     |         |         |         |         |
| Real Garcilaso · Perú        | 1.ª              | 2019             | 4    | 3    | 0    | 1    | -  | -    | -    | -    | 2    | 1 | 0             | 1             | -             | -             | - | -     | 6     | 4     | 0     | 2  | 66.67%      | 7       | 5       | +2      | 12      |         |         |         |         |
| Real Garcilaso · Perú        | Total            | Total            | 4    | 3    | 0    | 1    | -  | -    | -    | -    | 2    | 1 | 0             | 1             | -             | -             | - | -     | 6     | 4     | 0     | 2  | 66.67%      | 7       | 5       | +2      | 12      |         |         |         |         |
| Deportes Antofagasta · Chile | 1.ª              | 2020             | 13   | 4    | 4    | 5    | -  | -    | -    | -    | -    | - | -             | -             | -             | -             | - | -     | 13    | 4     | 4     | 5  | 41.03%      | 14      | 19      | -5      | 16      |         |         |         |         |
| Deportes Antofagasta · Chile | Total            | Total            | 13   | 4    | 4    | 5    | -  | -    | -    | -    | -    | - | -             | -             | -             | -             | - | -     | 13    | 4     | 4     | 5  | 41.03%      | 14      | 19      | -5      | 16      |         |         |         |         |
| Coquimbo Unido · Chile       | 2.ª              | 2021             | 30   | 14   | 13   | 3    | 9  | 4    | 4    | 1    | -    | - | -             | -             | -             | -             | - | -     | 39    | 18    | 17    | 4  | 60.68%      | 47      | 24      | +23     | 71      |         |         |         |         |
| Coquimbo Unido · Chile       | Total            | Total            | 30   | 14   | 13   | 3    | 9  | 4    | 4    | 1    | -    | - | -             | -             | -             | -             | - | -     | 39    | 18    | 17    | 4  | 60.68%      | 47      | 24      | +23     | 71      |         |         |         |         |
| Total en equipos             | Total en equipos | Total en equipos | 134  | 68   | 34   | 32   | 19 | 10   | 4    | 5    | 15   | 7 | 1             | 7             | 2             | 1             | 0 | 1     | 170   | 86    | 39    | 45 | 58.24%      | 255     | 182     | +73     | 297     |         |         |         |         |
| 1. 2. 3.                     |                  |                  |      |      |      |      |    |      |      |      |      |   |               |               |               |               |   |       |       |       |       |    |             |         |         |         |         |         |         |         |         |

## Palmarés

### Como futbolista

#### Campeonatos nacionales
| Título           | Club      | País  | Temporada |
| ---------------- | --------- | ----- | --------- |
| Copa Chile       | Colo-Colo | Chile | 1994      |
| Primera División | Colo-Colo | Chile | 1996      |
| Copa Chile       | Colo-Colo | Chile | 1996      |
| Primera División | Colo-Colo | Chile | 1997-C    |
| Primera División | Colo-Colo | Chile | 1998      |

#### Campeonatos internacionales
| Título           | Club               | País    | Año  |
| ---------------- | ------------------ | ------- | ---- |
| Juegos Olímpicos | Selección de Chile | Chile   | 2000 |
| Copa Intertoto   | Lille O. S. C.     | Francia | 2004 |

#### Distinciones individuales
| Distinción                   | Año  |
| ---------------------------- | ---- |
| Goleador de Primera División | 2001 |

### Como entrenador

#### Campeonatos nacionales
| Título           | Club           | País  | Temporada |
| ---------------- | -------------- | ----- | --------- |
| Primera División | Colo-Colo      | Chile | 2014-C    |
| Primera B        | Coquimbo Unido | Chile | 2021      |